# Festival de Cannes 2020
Le Festival de Cannes 2020, 73e édition, devait se dérouler au Palais des festivals, à Cannes. 
Initialement prévu du 12 au 23 mai 2020, le festival est annulé en raison de la pandémie de Covid-19,. Lors de leur sortie en salle, les films qui auraient dû faire partie de la sélection sont accompagnés d'un label décerné en juin 2020.
Le jury des longs métrages en compétition devait être présidé par Spike Lee.

## Déroulement

### Préparation
Le 15 juin 2019, les dates du prochain Festival de Cannes sont dévoilées : les dates annoncées sont du 12 au 23 mai 2020.
Le 14 janvier 2020, Spike Lee est désigné président du jury de cette édition. Il est venu en compétition en 1989 pour Do the Right Thing, en 1991 pour Jungle Fever ainsi qu'en 2018 pour BlacKkKlansman : J'ai infiltré le Ku Klux Klan, qui lui a valu le Grand Prix.
Le 19 février 2020, le premier film de la section Cannes Classics est dévoilé : il s'agit du film In the Mood for Love de Wong Kar-wai, présenté en compétition en 2000 et qui a valu à Tony Leung Chiu-wai le prix d'interprétation masculine.
La conférence de presse pour l'annonce de la sélection aurait dû initialement avoir lieu le 16 avril 2020. Plusieurs médias indiquent que l'événement peut être menacé par l'épidémie de maladie à coronavirus, l'organisation était attentiste. Le 19 mars, un communiqué annonce le report du festival à fin juin début juillet en raison de la pandémie de maladie à coronavirus qui touche la France,.
Le 26 mars 2020, en raison de l'éventuel report du festival à fin juin début juillet, la direction du Festival rallonge d'un mois la date d'inscription des films.
Le 14 avril 2020, à la suite de la nouvelle allocution du président de la République, le report du Festival à fin juin début juillet n'est désormais plus possible.
Le 15 avril 2020, toujours en raison de la nouvelle allocution du président de la République, la Quinzaine des réalisateurs, la Semaine de la critique et l'ACID annulent leur édition 2020.
Le 3 juin 2020 est annoncée, sur Canal+, Youtube et Dailymotion, la sélection officielle du Festival de Cannes. Les films de la sélection reçoivent un label Cannes 2020 , pouvant figurer sur leur affiche. 
Le 4 juin 2020 sont annoncées les sélections de films de la Semaine de la critique et de la section parallèle ACID.
Le 28 septembre 2020 est annoncée la tenue d'une édition réduite de la sélection officielle au Palais des festivals, du 27 au 29 octobre 2020. Nommée « Spécial Cannes 2020 », cet évènement bénéficie de l'avant-première de quatre films de la sélection officielle (Un triomphe, True Mothers, Au commencement et Les Deux Alfred) ainsi que de la sélection des courts-métrages et de la Cinéfondation, pour lequel un jury remet des prix. Le soir du 29 octobre, un tapis noir remplace l'habituel tapis rouge sur les marches du Palais des festivals et une minute de silence est faite en hommage aux trois victimes de l'attentat de Nice, survenu dans la journée.

## Jurys et sélections

### Longs métrages
| Nom | Nom                           | Qualité                                       | Nationalité |
| --- | ----------------------------- | --------------------------------------------- | ----------- |
|     | Spike Lee (président du jury) | Réalisateur, scénariste, acteur et producteur | États-Unis  |

### Cinéfondation et courts métrages
| Nom                 | Qualité                               | Nationalité    |
| ------------------- | ------------------------------------- | -------------- |
| Claire Burger       | Réalisatrice et scénariste            | France         |
| Damien Bonnard      | Acteur                                | France         |
| Rachid Bouchareb    | Réalisateur, scénariste et producteur | France Algérie |
| Charles Gillibert   | Producteur                            | France         |
| Dea Kulumbegashvili | Réalisatrice et scénariste            | Géorgie        |
| Céline Sallete      | Actrice                               | France         |

### Sélection officielle
À la suite de l'annulation du festival, les films sélectionnés se verront remettre un label Cannes 2020. 

#### Les habitués (déjà venus au moins une fois en Sélection officielle)
| Titre                                                         | Réalisation       | Pays         |
| ------------------------------------------------------------- | ----------------- | ------------ |
| The French Dispatch                                           | Wes Anderson      | États-Unis   |
| Été 85                                                        | François Ozon     | France       |
| True Mothers (Asa ga kuru)                                    | Naomi Kawase      | Japon        |
| Lovers Rock                                                   | Steve McQueen     | Royaume-Uni  |
| Mangrove                                                      | Steve McQueen     | Royaume-Uni  |
| Drunk                                                         | Thomas Vinterberg | Danemark     |
| ADN                                                           | Maïwenn           | France       |
| Last Words                                                    | Jonathan Nossiter | États-Unis   |
| Heaven : To the Land of Happiness                             | Im Sang-soo       | Corée du Sud |
| L'Oubli que nous serons (El olvido que seremos)               | Fernando Trueba   | Colombie     |
| Peninsula                                                     | Yeon Sang-Ho      | Corée du Sud |
| Au crépuscule                                                 | Sharunas Bartas   | Lituanie     |
| Des hommes                                                    | Lucas Belvaux     | Belgique     |
| The Real Thing (Fuis-moi, je te suis et Suis-moi, je te fuis) | Kōji Fukada       | Japon        |

#### Les nouveaux venus
| Titre                                       | Réalisation                   | Pays        |
| ------------------------------------------- | ----------------------------- | ----------- |
| Passion simple                              | Danielle Arbid                | Liban       |
| A Good Man                                  | Marie-Castille Mention-Schaar | France      |
| Les Choses qu'on dit, les choses qu'on fait | Emmanuel Mouret               | France      |
| Souad                                       | Ayten Amin                    | Égypte      |
| Limbo                                       | Ben Sharrock                  | Royaume-Uni |
| Rouge                                       | Farid Bentoumi                | France      |
| Sweat                                       | Magnus Von Horn               | Suède       |
| Teddy                                       | Ludovic et Zoran Boukherma    | France      |
| Février                                     | Kamen Kalev                   | Bulgarie    |
| Ammonite                                    | Francis Lee                   | Royaume-Uni |
| Médecin de nuit                             | Elie Wajeman                  | France      |
| Enfant terrible                             | Oskar Roehler                 | Allemagne   |
| Nadia, Butterfly                            | Pascal Plante                 | Canada      |
| Here We Are                                 | Nir Bergman                   | Israël      |

#### Les premiers films
| Titre                                                                          | Réalisation                     | Pays       |
| ------------------------------------------------------------------------------ | ------------------------------- | ---------- |
| Falling                                                                        | Viggo Mortensen                 | Canada     |
| Pleasure                                                                       | Ninja Thyberg                   | Suède      |
| Slalom                                                                         | Charlène Favier                 | France     |
| Memory House (Casa de antiguidades)                                            | João Paulo Miranda Maria        | Brésil     |
| Le Dernier Piano (Broken Keys)                                                 | Jimmy Keyrouz                   | Liban      |
| Ibrahim                                                                        | Samir Guesmi                    | France     |
| Au commencement                                                                | Déa Kulumbegashvili             | Géorgie    |
| Gagarine                                                                       | Fanny Liatard et Jerémy Trouilh | France     |
| Seize Printemps                                                                | Suzanne Lindon                  | France     |
| Vaurien                                                                        | Peter Dourountzis               | France     |
| Garçon chiffon                                                                 | Nicolas Maury                   | France     |
| Si le vent tombe                                                               | Nora Martirosyan                | Arménie    |
| John and the Hole                                                              | Pascual Sisto                   | États-Unis |
| Courir au gré du vent (Yong an Zhen Gu Shi Ji)                                 | Wei Shujun                      | Chine      |
| La Mort du cinéma et de mon père aussi (The Death of Cinema and My Father Too) | Dani Rosenberg                  | Israël     |

##### Les autres films (film à sketches, documentaires, comédies et films d'animation)
| Titre                          | Réalisation                                                                       | Pays                             |
| ------------------------------ | --------------------------------------------------------------------------------- | -------------------------------- |
| Septet: The Story of Hong Kong | Ann Hui, Johnnie To, Tsui Hark, Sammo Hung, Yuen Woo-ping et Patrick Tam Kar-ming | Hong Kong                        |
| En route pour le milliard      | Dieudo Hamadi                                                                     | République démocratique du Congo |
| The Truffle Hunters            | Michael Dweck et Gregory Kershaw                                                  | États-Unis                       |
| 9 jours à Raqqa                | Xavier de Lauzanne                                                                | France                           |
| Antoinette dans les Cévennes   | Caroline Vignal                                                                   | France                           |
| Les Deux Alfred                | Bruno Podalydès                                                                   | France                           |
| Un triomphe                    | Emmanuel Courcol                                                                  | France                           |
| L'Origine du monde             | Laurent Lafitte                                                                   | France                           |
| Le Discours                    | Laurent Tirard                                                                    | France                           |
| Aya et la sorcière             | Gorō Miyazaki                                                                     | Japon                            |
| Flee                           | Jonas Poher Rasmussen                                                             | Danemark                         |
| Josep                          | Aurel                                                                             | France                           |
| Soul                           | Pete Docter                                                                       | États-Unis                       |

#### Les courts-métrages
| Titre                                 | Réalisation                          | Pays        |
| ------------------------------------- | ------------------------------------ | ----------- |
| I Am Afraid to Forget Your Face       | Sameh Alaa                           | Égypte      |
| Filles bleues, peurs blanches         | Marie Jacotey et Lola Halifa-Legrand | France      |
| Motorways 65                          | Evi Kalogiropoulou                   | Grèce       |
| Sudden Light                          | Sophie Littman                       | Royaume-Uni |
| Son of Sodom                          | Theo Montoya                         | Colombie    |
| Camille sans contact                  | Paul Nouhet                          | France      |
| L'Agneau de Dieu (O Cordeiro de deus) | David Pinheiro Vincente              | Portugal    |
| Shiluus                               | Lkhagvadulam Purev-Ochir             | Mongolie    |
| Benjamin, Benny, Ben                  | Paul Shkordoff                       | Canada      |
| Stéphanie                             | Leonardo Van Dijl                    | Belgique    |
| David                                 | Zachary Woods                        | États-Unis  |

#### Cinéfondation
| Titre                                 | Réalisation                | École                                                                       | Pays         |
| ------------------------------------- | -------------------------- | --------------------------------------------------------------------------- | ------------ |
| Neurim                                | Shaylee Atari              | Steve Tisch School of Film & Television                                     | Israël       |
| Pile                                  | Toby Auberg                | Royal College of Art                                                        | Royaume-Uni  |
| Muralla China                         | Santiago Barzi             | Fundación Universidad del Cine                                              | Argentine    |
| Agapé                                 | Márk Beleznai              | École supérieure de communication et de commerce de Budapest                | Hongrie      |
| Contraindicatii                       | Lucia Chicos               | Université nationale d'art théâtral et cinématographique Ion Luca Caragiale | Roumanie     |
| Tamou                                 | Tzor Edery & Tom Prezman   | École des beaux-arts Bezalel                                                | Israël       |
| Catdog                                | Ashmita Guha Neogi         | Film and Television Institute of India                                      | Inde         |
| Le Chant de l'oiseau                  | Sarah Imsand               | Haute École d'art et de design Genève                                       | Suisse       |
| Nihče ni rekel, da te moram imeti rad | Matjaž Jamnik              | Akademija za gledališče, radio, film in televizijo v Ljubljani              | Slovénie     |
| Taipei Suicide Story                  | Keff                       | Tisch School of the Arts                                                    | États-Unis   |
| Seonginsik                            | Kim Min-Ju                 | Université Soongsil                                                         | Corée du Sud |
| Carcasse                              | Timothée Maubrey           | La Femis                                                                    | France       |
| Ja i moja gruba dupa                  | Yelyzaveta Pysmak          | École nationale de cinéma de Łódź                                           | Pologne      |
| Corte                                 | Afonso & Bernardo Rapazote | École supérieure de théâtre et de cinéma                                    | Portugal     |
| I Want to Return Return Return        | Elsa Rosengren             | Académie allemande du film et de la télévision de Berlin                    | Allemagne    |
| En avant                              | Mitchelle Tamariz          | La Poudrière                                                                | France       |
| Dou zeoi gu si                        | Zhang Linhan               | Tisch School of the Arts                                                    | États-Unis   |

#### Cannes Classics
Cette sélection est diffusée au Festival Lumière de Lyon et aux Rencontres cinématographiques de Cannes
| Titre                                          | Réalisation                           | Pays        | Date |
| ---------------------------------------------- | ------------------------------------- | ----------- | ---- |
| In the Mood for Love                           | Wong Kar-wai                          | Hong Kong   | 2000 |
| Friendship's Death                             | Peter Wollen                          | Royaume-Uni | 1987 |
| The Story of a Three-Day Pass (La Permission)  | Melvin Van Peebles                    | France      | 1968 |
| Lyulskiy dozhd (Pluie de juillet)              | Marlen Khutsiev                       | Russie      | 1966 |
| Quand les femmes ont pris la colère            | Soizick Chappedelaine et René Vautier | France      | 1977 |
| Préparez vos mouchoirs                         | Bertrand Blier                        | France      | 1977 |
| Hester Street                                  | Joan Micklin Silver                   | États-Unis  | 1973 |
| Qui chante là-bas ? (Ko to tamo peva ?)        | Slobodan Šijan                        | Serbie      | 1980 |
| Prae dum (Black Silk)                          | R.D. Pestonji                         | Thaïlande   | 1961 |
| Zhu Fu (New Year Sacrifice)                    | Hu Sang                               | Chine       | 1956 |
| Feldobott kő (La Pierre lancée)                | Sándor Sára                           | Hongrie     | 1968 |
| Neige                                          | Juliet Berto et Jean-Henri Roger      | France      | 1981 |
| Bambaru Avith (The Wasps Are Here)             | Dharmasena Pathiraja                  | Sri Lanka   | 1978 |
| Bayanko: Kapit sa patalim (Bayan Ko)           | Lino Brocka                           | Philippines | 1984 |
| La Poupée                                      | Jacques Baratier                      | France      | 1962 |
| Sanatorium pod klepsydra (La Clepsydre)        | Wojciech J. Has                       | Pologne     | 1973 |
| L’Amérique insolite                            | François Reichenbach                  | France      | 1959 |
| Deveti krug (Neuvième cercle)                  | France Štiglic                        | Croatie     | 1960 |
| Muhammad Ali the Greatest                      | William Klein                         | France      | 1974 |
| Accattone                                      | Pier Paolo Pasolini                   | Italie      | 1961 |
| Shatranje bad (The Game Chess of the Wind)     | Mohammad Reza Aslani                  | Iran        | 1976 |
| La strada                                      | Federico Fellini                      | Italie      | 1958 |
| Luci del varietà (Les Feux du music-hall)      | Federico Fellini                      | Italie      | 1950 |
| Fellini degli Spiriti (Fellini of the Spirits) | Anselma Dell'Olio                     | Italie      | 2020 |
| À bout de souffle                              | Jean-Luc Godard                       | France      | 1960 |
| L'avventura                                    | Michelangelo Antonioni                | Italie      | 1960 |
| Wim Wenders, Desperado                         | Eric Friedler et Andreas Frege        | Allemagne   | 2020 |
| Alida (Alida: In Her Own Words)                | Mimmo Verdesc                         | Italie      | 2020 |
| Charlie Chaplin, le génie de la liberté        | Yves Jeuland                          | France      | 2020 |
| Be Water                                       | Bao Nguyen                            | États-Unis  | 2020 |
| Belushi                                        | R. J. Cutler                          | États-Unis  | 2020 |
| Antena da raça                                 | Paloma Rocha et Luís Abramo           | Brésil      | 2020 |

### Quinzaine des réalisateurs
La Quinzaine des réalisateurs décide de ne pas faire de sélection cette année toutefois un ensemble de films est soutenu par l'association et bénéficie du label « Quinzaine des réalisateurs ». 
| Titre                     | Réalisation     | Pays       |
| ------------------------- | --------------- | ---------- |
| Kajillionaire             | Miranda July    | États-Unis |
| We Are Who We Are         | Luca Guadagnino | Italie     |
| Un pays qui se tient sage | David Dufresne  | France     |

### Semaine de la critiqueHors des murs

#### Long-métrage
| Titre                   | Réalisation          | Pays        |
| ----------------------- | -------------------- | ----------- |
| After Love              | Aleem Khan           | Royaume-Uni |
| De l'or pour les chiens | Anna Cazenave Cambet | France      |
| La Nuée                 | Just Philippot       | France      |
| Sous le ciel d'Alice    | Chloé Mazlo          | France      |
| La Terre des hommes     | Naël Marandin        | France      |

#### Court-métrage
| Titre                           | Réalisation               | Pays        |
| ------------------------------- | ------------------------- | ----------- |
| August 22, This Year            | Graham Foy                | Canada      |
| Axşama doğru (Towards Evening)  | Teymur Hajiyev            | Azerbaïdjan |
| Dustin                          | Naïla Guiguet             | France      |
| Forastera                       | Lucía Aleñar Iglesias     | Espagne     |
| Good Thanks, You?               | Molly Manning Walker      | Royaume-Uni |
| とてつもなく大きな (Humongous!) | Aya Kawazoe               | Japon       |
| Maalbeek                        | Ismaël Joffroy Chandoutis | France      |
| Marlon Brando                   | Vincent Tilanus           | Pays-Bas    |
| Menarca                         | Lillah Halla              | Brésil      |
| White Goldfish                  | Jan Roosens & Raf Roosens | Belgique    |

### ACIDHors des murs
| Titre                                     | Réalisation                            | Pays     |
| ----------------------------------------- | -------------------------------------- | -------- |
| Les Affluents                             | Jessé Miceli                           | Cambodge |
| The Last Hillbilly                        | Diane Sara Bouzgarrou et Thomas Jenkoe | France   |
| Il Mio Corpo                              | Michele Pennetta                       | Suisse   |
| Funambules                                | Ilan Klipper                           | France   |
| Les Graines que l'on sème                 | Nathan Nicholovitch                    | France   |
| Loin de vous j'ai grandi                  | Marie Dumora                           | France   |
| Si le vent tombe                          | Nora Martirosyan                       | France   |
| La Última Primavera (Last Days of Spring) | Isabel Lamberti                        | Pays-Bas |
| Walden                                    | Bojena Horackova                       | France   |

## Palmarès

### Palmarès officiel

#### Compétition
| Prix                        | Attribué à                                    | Pays   |
| --------------------------- | --------------------------------------------- | ------ |
| Palme d'or du court-métrage | I Am Afraid to Forget Your Face de Sameh Alaa | Égypte |

#### Cinéfondation
| Prix     | Attribué à                                      | École                                                                                 |
| -------- | ----------------------------------------------- | ------------------------------------------------------------------------------------- |
| 1er prix | Catdog d'Ashmita Guha Neogi                     | Film and Television Institute of India, Inde                                          |
| 2e prix  | Ja i moja gruba dupa de Yelyzaveta Pysmak       | École nationale de cinéma de Łódź, Pologne                                            |
| 3e prix  | Contraindicatii de Lucia Chicos                 | Université nationale d'art théâtral et cinématographique Ion Luca Caragiale, Roumanie |
| 3e prix  | I Want to Return Return Return d'Elsa Rosengren | Académie allemande du film et de la télévision de Berlin, Allemagne                   |